# Psychrophrynella illimani
Espèce
Synonymes
- Phrynopus illimani De la Riva & Padial, 2007

Statut de conservation UICN

 CR B1ab(iii) : 
En danger critique
Psychrophrynella illimani est une espèce d'amphibiens de la famille des Craugastoridae.

## Répartition
Cette espèce est endémique de la province de Sud Yungas dans le département de La Paz en Bolivie. Elle se rencontre à environ 3 594 m d'altitude sur le versant Nord du Nevado Illimani dans la cordillère Orientale.

## Description
Cette espèce mesure de 18,3 à 22,3 mm.

## Étymologie
Son nom d'espèce lui a été donné en référence au lieu de sa découverte, le Nevado Illimani.

## Publication originale
- De la Riva, 2007 : Bolivian frogs of the genus Phrynopus, with the description of twelve new species (Anura: Brachycephalidae). Herpetological Monographs, vol. 21, p. 241-277 (texte intégral).